# 维约堡
维约堡（英語：Vieux Fort），或按照法語意译為舊堡，是加勒比海島國聖盧西亞维约堡区的一個城鎮，位於該島東南海岸，該國最南點附近，該城鎮由法國人建立於18世紀，得名於附近堡壘，人口約4,500人。
在战后的随后被扩建为赫瓦诺拉国际机场。